# قابوق بوليفي
قابوق بوليفي (الاسم العلمي:Ceiba boliviana) هو نوع من النباتات يتبع جنس القابوق من الفصيلة الخبازية.